# Stuart Benson
Stuart Benson (Glasgow, 12 de febrero de 1981) es un deportista británico que compitió en bobsleigh en la modalidad cuádruple. 
Participó en los Juegos Olímpicos de Sochi 2014, obteniendo una medalla de bronce en la prueba cuádruple (junto con John James Jackson, Bruce Tasker y Joel Fearon). Ganó una medalla de plata en el Campeonato Europeo de Bobsleigh de 2014, en la misma prueba.

## Palmarés internacional
| Juegos Olímpicos   | Juegos Olímpicos     | Juegos Olímpicos  | Juegos Olímpicos |
| Año                | Lugar                | Medalla           | Prueba           |
| ------------------ | -------------------- | ----------------- | ---------------- |
| 2014               | Sochi (Rusia)        | Medalla de bronce | Cuádruple        |
| Campeonato Europeo |                      |                   |                  |
| Año                | Lugar                | Medalla           | Prueba           |
| 2014               | Königssee (Alemania) | Medalla de plata  | Cuádruple        |